# Lokomotiv Sofia
PFC Lokomotiv Sofia (normalt bare kendt som Lokomotiv Sofia) er en bulgarsk fodboldklub fra hovedstaden Sofia. Klubben spiller i efbet League, og har hjemmebane på Lokomotiv Stadion. Klubben blev grundlagt den 28. oktober 1929, og har siden da sikret sig fire bulgarske mesterskaber og fire pokaltitler.

## Titler
- Bulgarske Mesterskab (4): 1940, 1945, 1964 og 1978

- Bulgarske Pokalturnering (4): 1948, 1953, 1982 og 1995